# Brome stérile
Anisantha sterilis
Pour les articles homonymes, voir Brome (homonymie).
Espèce
Classification phylogénétique
Le Brome stérile (Anisantha sterilis) est une espèce de plantes monocotylédones de la famille des Poaceae, originaire de l'Ancien Monde. 
Cette plante herbacée annuelle, très commune, que l'on rencontre au bord des chemins, dans les champs et les friches, est une plante rudérale, nitrophile et une mauvaise herbe des champs cultivés.

## Taxinomie
Cette espèce appartient au genre Bromus, sous-genre Stenobromus (avec les espèces Bromus diandrus, Bromus fasciculatus, Bromus madritensis, Bromus rubens et Bromus tectorum).

### Liste des variétés
Selon Tropicos (4 juillet 2016) (Attention liste brute contenant possiblement des synonymes) :
- variété Bromus sterilis var. glabrescens Zapal.
- variété Bromus sterilis var. oligostachyus Asch. & Graebn.
- variété Bromus sterilis var. pilosus Rohl
- variété Bromus sterilis var. pubescens Kuntze
- variété Bromus sterilis var. purpurens Schur
- variété Bromus sterilis var. sterilis
- variété Bromus sterilis var. velutinus Volkart ex Hegi
- variété Bromus sterilis var. viridis Schur

### Synonymes
- Bromus sterilis L.

### Étymologie
Le nom spécifique de « stérile », alors que cette plante est au contraire très prolifique, s'explique par le fait qu'elle ne présente aucune utilité pour l'homme et n'est pas broutée par les animaux.

## Description
C'est une herbe à tiges dressées et à feuilles molles vert pâle, de 50 à 80 cm de haut. Elle présente des inflorescences en panicules assez lâches composés d'épillets évasés vers l'extrémité. Les fleurs sont vertes, parfois tirant sur le violacé. Elle fleurit du printemps à l'été (entre avril et septembre).

## Distribution
Cette espèce est originaire des régions tempérées de l'ancien monde : Europe, Afrique du Nord, Asie occidentale et centrale (de la Turquie à l'Afghanistan).
Elle s'est naturalisée sur tous les continents.
C'est une plante qui affectionne les terrains secs et riches en azote (plante nitrophile), et résiste très bien au piétinement.